# Пяски (Кемпінський повіт)
Пя́ски (пол. Piaski) — село в Польщі, у гміні Ленка-Опатовська Кемпінського повіту Великопольського воєводства.
Населення — 431 особа (2011).
У 1975—1998 роках село належало до Каліського воєводства.

## Демографія
Демографічна структура станом на 31 березня 2011 року:
|          | Загалом | Допрацездатний вік | Працездатний вік | Постпрацездатний вік |
| -------- | ------- | ------------------ | ---------------- | -------------------- |
| Чоловіки | 216     | 49                 | 148              | 19                   |
| Жінки    | 215     | 60                 | 110              | 45                   |
| Разом    | 431     | 109                | 258              | 64                   |